# شامل قلعة
شامل قلعة (بالروسية: Шамилькала) (بالأوارية: Шамилхъала)، هي بلدة في جمهورية داغستان في روسيا، المركز الإداري لمنطقة أونتسوكولسكي يبلغ عدد سكانها حوالي 4,855 نسمة.

## الموقع الجغرافي
تقع على بعد 20 كم جنوبي-غربي نفق غيمري على طريق السريع M281.

## تاريخ
أنشئت في عام 1985 على أساس بلدة عمال المحطة الكهرومائية إرغانايسكايا وكان يطلق عليها «سفيتوغورسك». وفي سنة 1991 تم تغيير اسمها إلى «شامل قلعة» تكريما للإمام شامل.